# Ноа (Лече)
Ноа (итал. Noha) је насеље у Италији у округу Лече, региону Апулија.
Према процени из 2011. у насељу је живело 3396 становника. Насеље се налази на надморској висини од 77 м.